# (6018) Pierssac
(6018) Pierssac es un asteroide perteneciente al cinturón de asteroides, región del sistema solar que se encuentra entre las órbitas de Marte y Júpiter, más concretamente a la familia de Baptistina, descubierto el 7 de agosto de 1991 por Henry E. Holt desde el Observatorio del Monte Palomar, Estados Unidos.

## Designación y nombre
Designado provisionalmente como 1991 PS16. Fue nombrado Pierssac en homenaje a Piers John Sellers, apodado Pierssac por sus hermanos, es un científico británico-estadounidense, de la Tierra, astronauta y subdirector de la Dirección de Ciencia y Exploración de GSFC. Ha investigado el papel de la superficie terrestre en el sistema climático y ha abogado por la mitigación del cambio climático causado por el hombre.

## Características orbitales
Pierssac está situado a una distancia media del Sol de 2,272 ua, pudiendo alejarse hasta 2,560 ua y acercarse hasta 1,983 ua. Su excentricidad es 0,126 y la inclinación orbital 6,150 grados. Emplea 1251,00 días en completar una órbita alrededor del Sol.

## Características físicas
La magnitud absoluta de Pierssac es 13,3. Tiene 5,626 km de diámetro y su albedo se estima en 0,322. 